# El final del dia
El final del dia (títol original: La Fin du jour) és una pel·lícula dramàtica francesa de 1939 dirigida per Julien Duvivier i protagonitzada per Victor Francen, Michel Simon i Louis Jouvet. Va ser rodada als Estudis Epinay de París i en diferents llocs de la ciutat, així com al Château de Lourmarin a la Provença. Els decorats de la pel·lícula van ser dissenyats pel director d'art Jacques Krauss. Està doblada al català.

## Argument
En una casa de jubilats per a vells actors indigents conviuen tres personalitats fortes: Saint-Clair, un vell guapo que havia tingut èxits i dones, Marny, un actor talentós que el públic mai ha reconegut, i Cabrissade, un animador que al llarg de la seva carrera va actuar algun cop de doble.

## Repartiment
- Victor Francen com Marny
- Michel Simon com Cabrissade
- Louis Jouvet com Raphaël Saint Clair
- Madeleine Ozeray com Jeanette
- Alexandre Arquillière com Monsieur Lucien
- Jean Joffre com Philémon
- Sylvie com Madame Tusini
- Arthur Devère com el director
- Charles Granval com Deaubonne
- Pierre Magnier com Laroche

## Premis
La pel·lícula va guanyar la millor pel·lícula estrangera als premis National Board of Review de 1939 i va quedar segon als premis del Cercle de Crítics de Cinema de Nova York de 1939 .